# Tage Linde
Tage Valdemar Linde, född 28 oktober 1904 i Malmö, död där 4 januari 1979, var en svensk skådespelare och filmchef.
Linde är gravsatt i minneslunden på Sankt Pauli mellersta kyrkogård i Malmö.

## Filmografi
Roller
- 1937 – Odygdens belöning
- 1938 – Kloka gubben
- 1938 – Julia jubilerar
- 1941 – Söderpojkar
- 1941 – En fattig miljonär

Produktionsledare
- 1938 – Kloka gubben
- 1938 – Julia jubilerar
- 1940 – Frestelse
- 1941 – Söderpojkar
- 1941 – En fattig miljonär